# Muro de Solana
Muro de Solana es un despoblado español del municipio de Fiscal, perteneciente a la provincia de Huesca, en la comunidad autónoma de Aragón.

## Historia
Hacia mediados del siglo XIX, el lugar, por entonces perteneciente al municipio de Valle de Solán, tenía contabilizada una población de diez habitantes. Aparece descrito en el undécimo volumen del Diccionario geográfico-estadístico-histórico de España y sus posesiones de Ultramar de Pascual Madoz con las siguientes palabras:

MURO DE SOLANA: l. que forma ayunt. con los pueblos del valle de Solana, en la prov. de Huesca (12 leg.), part. jud. de Boltaña (3), aud. terr. y c. g. de Zaragoza (28), dióc. de Barbastro (10): sit. en la cumbre de un monte en la forma de un muro del cual toma la etimologia; su clima destemplado, á causa de las muchas nieves y combatido por todos los vientos por su eminencia. Se compone de 7 casas con una calle, y una igl. parr. bajo la advocacion de Sta. Ana, anejo del pueblo de Sasé; fuera del pueblo hay una fuente cuyas aguas aprovechan los vec. Confina el térm. por el N. con tierras del valle de Solana; E. Ginobed y Sta. Olaría; S. con la Ribera; y O. Sasé. El terreno es de secano, escabroso y poco productivo: los caminos de comunicacion con Sasé y otros pueblos del valle, pero muy quebrados y casi intransitables: el correo se recibe de Bolaña los domingos y jueves. prod.: muy poco trigo y menos cebada; cria ganado vacuno y lanar. pobl.: 2 vec., 10 alm. contr.: 637 rs. 24 mrs.
(Madoz, 1848, pp. 765-766)

El lugar, que quedó despoblado, forma ahora parte del término municipal de Fiscal.